# Entrenador vocal

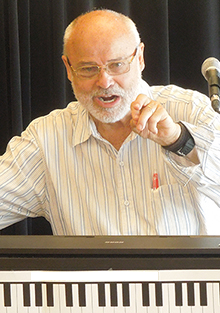
El entrenador vocal Seth Riggs en un taller vocal de 2013

Un entrenador vocal, también conocido como entrenador de voz (aunque este término a menudo se aplica a quienes trabajan con el habla y la comunicación en lugar del canto), es un profesor de educación musical, generalmente un acompañante de piano, que ayuda a los cantantes a prepararse para una actuación, a menudo también ayudándolos para mejorar su técnica de canto y cuidar y desarrollar su voz, pero no es lo mismo que un profesor de canto (también llamado profesor de voz). Los entrenadores vocales pueden dar lecciones de música privadas o talleres grupales o clases magistrales a cantantes. También pueden entrenar a cantantes que ensayan en el escenario o que cantan durante una sesión de grabación. Los entrenadores vocales se utilizan tanto en música clásica como en estilos de música popular como el rock y el góspel. Si bien algunos entrenadores vocales brindan una variedad de instrucciones sobre técnicas de canto, otros se especializan en áreas como técnicas de respiración o dicción y pronunciación.

## Roles
A veces, un entrenador vocal es responsable de escribir y producir arreglos vocales para armonía de cuatro partes para vocalistas de respaldo, o de ayudar a desarrollar contramelodías para un vocalista secundario. Algunos entrenadores vocales también pueden asesorar a cantantes o bandas sobre la redacción de letras para una producción musical. Algunos críticos alegan que en algunos casos en los que las grabaciones de música popular acreditan a un cantante por su trabajo como entrenador vocal durante una grabación, esto puede ser una forma sutil de reconocer un papel de escritor fantasma, en el que el entrenador escribe letras para un cantautor o rapero.
En la década de 2000, el uso cada vez mayor de software de grabación que contiene algoritmos de procesamiento vocal y dispositivos digitales de corrección de pitch está reemplazando algunas de las funciones del entrenador vocal. En la década de 1970, si un productor quería grabar un sencillo con una estrella del deporte popular con pocas habilidades vocales, la celebridad necesitaba semanas de entrenamiento vocal para aprender su canción y mejorar su tono y dicción. En la década de 2000, las voces a menudo se procesan a través de software de corrección de tono y el ritmo se puede corregir dentro de estaciones de trabajo de audio digital. Esto permite a los productores e ingenieros de audio de la década de 2000 hacer que el canto de un intérprete no capacitado suene más parecido al de un vocalista capacitado.

## Formación y experiencia

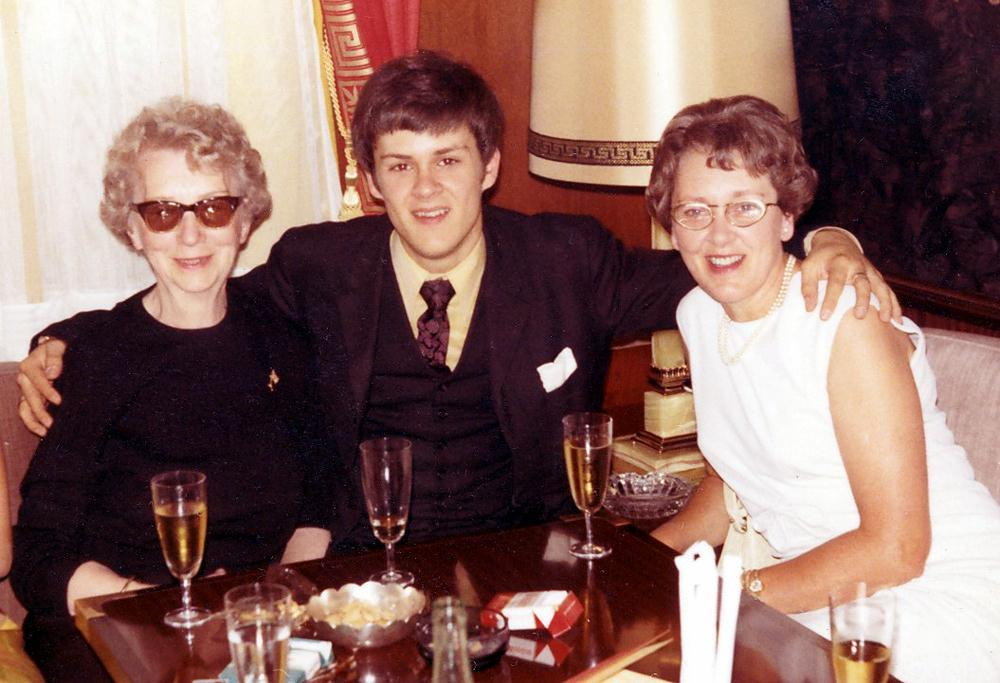
Grete Menzel (a la izquierda, aquí en 1968 con un aprendiz y la madre del mismo Birgit Ridderstedt) fue una entrenadora vocal autodidacta que vivió y trabajó en un gran hotel en Salzburgo a finales del siglo pasado; fue utilizada por muchos cantantes famosos y tenía un método inusual que se centraba en la pronunciación de las vocales y la correspondiente vibración de los pulmones.

La formación y educación de los entrenadores vocales varían ampliamente. Muchos entrenadores vocales son cantantes profesionales actuales o anteriores. Algunos entrenadores vocales tienen una amplia formación formal, como una Licenciatura en Música, una Maestría en Música, un diploma de conservatorio o títulos en áreas relacionadas como idiomas extranjeros o diplomas en cinética humana, técnicas de postura o métodos de respiración. Por otro lado, algunos entrenadores vocales pueden tener poca formación formal y, por lo tanto, confían en su amplia experiencia como intérpretes. Por ejemplo, un hablante nativo de alemán que se muda a los Estados Unidos puede comenzar a brindar entrenamiento de dicción en alemán a estudiantes de canto aficionados y, durante varias décadas, este entrenador vocal puede desarrollar una amplia gama de experiencia en el trabajo en el entrenamiento de canto en alemán. estilos como el lieder y la ópera wagneriana.
Los entrenadores vocales también pueden llegar a su profesión por otras vías, como profesiones musicales afines o desde otros ámbitos. Algunos entrenadores vocales, por ejemplo, son pianistas de ensayo con décadas de experiencia acompañando a cantantes, o directores de coral, teatro musical o sinfónica anteriores o actuales. Más raramente, los entrenadores vocales pueden llegar a la profesión por una vía no musical. Por ejemplo, un especialista en Técnica Alexander, yoga o aspectos médicos de la garganta y las cuerdas vocales puede comenzar a especializarse en el coaching y formación de cantantes.
El campo del coaching vocal es competitivo, especialmente en los niveles profesionales más altos. Los salarios varían mucho, al igual que las condiciones de trabajo. Si bien un pequeño número de entrenadores vocales de primer nivel pueden cobrar tarifas muy altas por hora o por día, la mayoría de los entrenadores vocales, como la mayoría de los demás profesionales de la música y las artes, tienden a tener salarios que están por debajo del promedio de otras profesiones que requieren una cantidad similar de educación y experiencia, como economistas o directores de bancos. Las condiciones laborales varían ampliamente, desde trabajos autónomos a tiempo parcial u ocasionales para cantantes individuales, compañías de ópera o compañías discográficas, hasta contratos a tiempo completo o trabajos de varios años para universidades (entrenando a estudiantes de interpretación vocal y estudiantes de cursos de ópera) o de compañías de teatro musical.

## Métodos de instrucción
Si bien los entrenadores vocales utilizan muchas técnicas diferentes para enseñar a cantar, generalmente instruirán a los estudiantes en uno o más de los siguientes métodos:
- Clases privadas de canto (normalmente en incrementos de 30 minutos, 45 minutos o 60 minutos)
- Lecciones grupales (se trata de dos o más estudiantes que trabajan con el entrenador vocal; por ejemplo, un cuarteto podría recibir entrenamiento como grupo)
- Coaching en estudio de grabación que se lleva a cabo en un estudio de grabación con micrófono y equipo de grabación multipista, el cual es operado por un ingeniero de audio. Cantar para grabaciones requiere técnicas de canto diferentes a las de cantar en espectáculos en vivo. Para dar un ejemplo, cuando un cantante actúa en un pequeño café sin micrófono, no necesita preocuparse por las consonantes «plosivas» (como la letra «p»); sin embargo, cuando cantamos frente a un micrófono, el micrófono puede enfatizar demasiado las palabras con la letra «p», debido a la naturaleza de la forma en que producimos estos sonidos.
- Talleres (por definición, un taller involucra a varios estudiantes y al entrenador vocal; además, puede haber una audiencia observando el proceso del taller)
- De forma digital o mediante lecciones de canto en línea (p. ej., vía Skype o FaceTime) en las que se transmite audio o video del instructor cantando y el alumno imita al instructor. El instructor también puede escuchar al estudiante cantar y brindarle capacitación sobre su canto. En la mayoría de los casos, hay un pequeño retraso en el audio transmitido durante las lecciones de voz digital por lo que el instructor no puede acompañar activamente al estudiante. En cambio, el profesor de canto toca un tono o acorde y demuestra la escala o los ejercicios que desea que el alumno cante. Luego el alumno imita al instructor. Luego, el instructor puede modular la escala hacia arriba mientras el alumno sigue, cantando el mismo patrón de escala.
- El acompañamiento de un pianista suele formar parte del entrenamiento vocal. El entrenador vocal puede actuar como entrenador vocal y acompañante. En otros casos, el entrenador vocal puede contratar a un acompañante para que toque durante las sesiones de entrenamiento. El piano es uno de los instrumentos más utilizados para el acompañamiento, ya que puede utilizarse para tocar líneas de bajo, acordes y melodías al mismo tiempo. También se pueden utilizar otros instrumentos (p. ej., guitarra, órgano Hammond, etc.), pero son menos comunes.

## Nomenclatura: entrenador vocal vs profesor de canto
Dentro de la comunidad de profesores de canto, ha habido cierto debate sobre los términos «entrenador vocal» y «profesor de canto».
Si bien muchos creen que los términos son sinónimos, algunos profesionales de la comunidad musical sostienen que los términos tienen significados ligeramente diferentes.
Los términos «profesor de canto» y «profesor de voz» se utilizan con mayor frecuencia para referirse a un profesor que ha sido formado e imparte pedagogía vocal, mientras que un entrenador vocal puede no poseer el mismo nivel educativo.
En las universidades, por ejemplo, sería raro que un profesor de canto se refiriera a sí mismo como entrenador vocal, aunque pueda impartir lecciones privadas.
Además, el término «profesor de canto» o «profesor de voz» normalmente se refiere a un instructor cuya función principal es desarrollar la voz para cantar. El término «entrenador vocal», por otro lado, puede ser apropiado para alguien que trabaja en interpretación escénica, estilo vocal o una serie de otras materias relacionadas con la voz, pero que no necesariamente enseñan canto.